# Ulex parviflorus
Ulex parviflorus là một loài thực vật có hoa trong họ Đậu. Loài này được Pourr. miêu tả khoa học đầu tiên.

## Hình ảnh

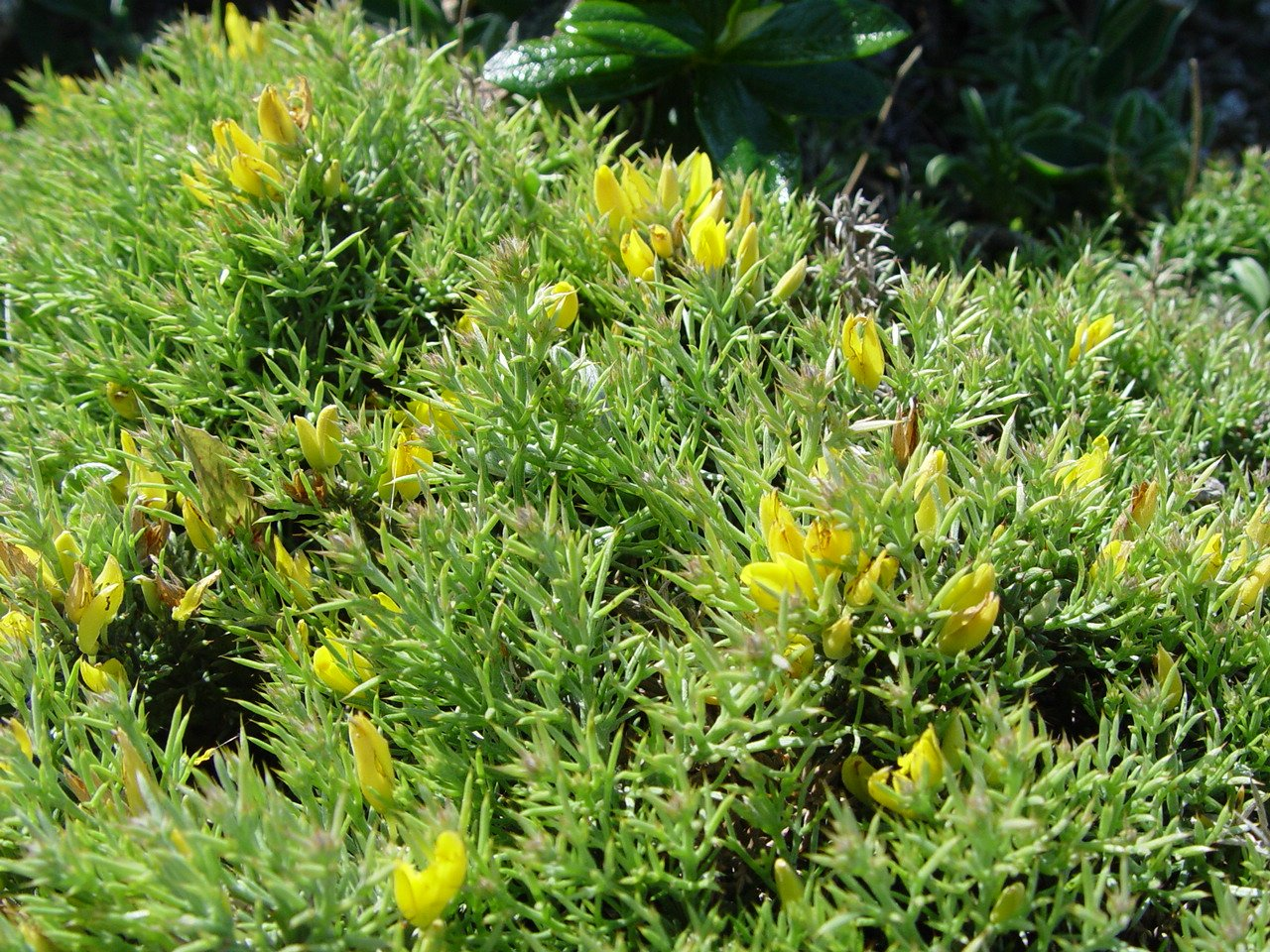
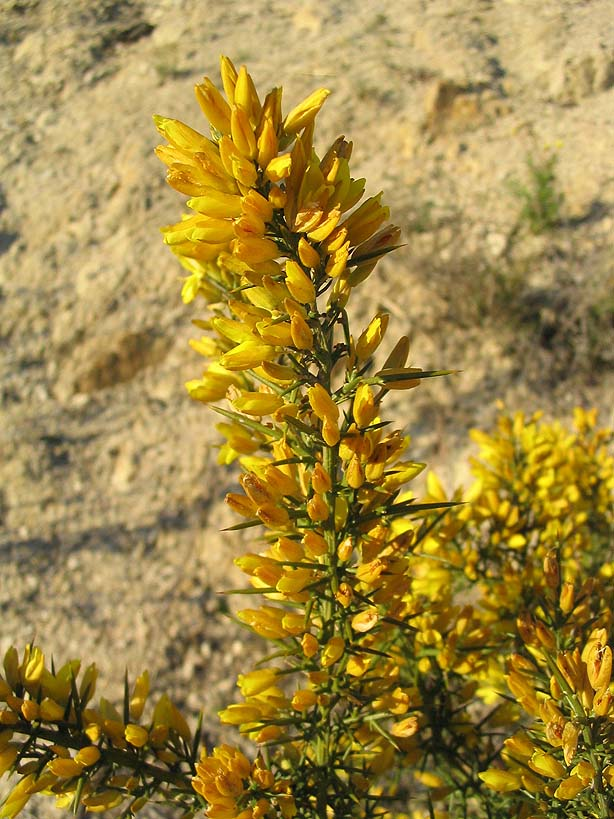
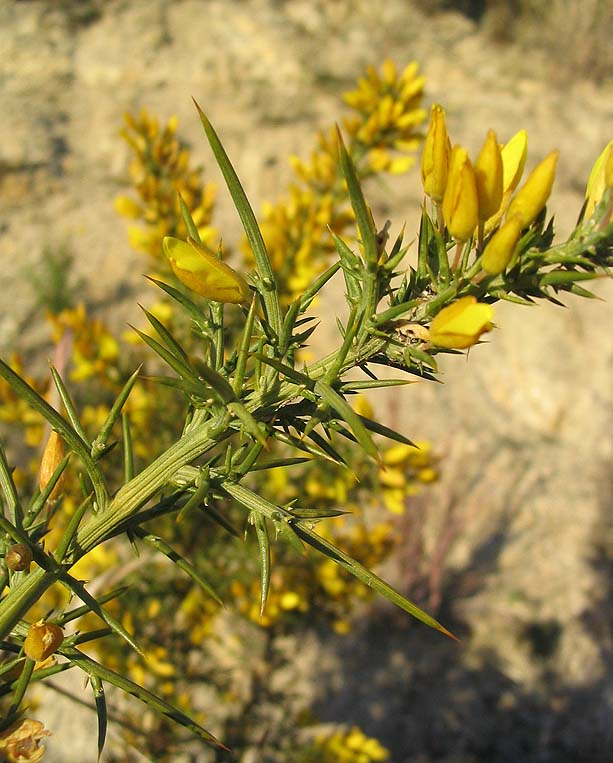
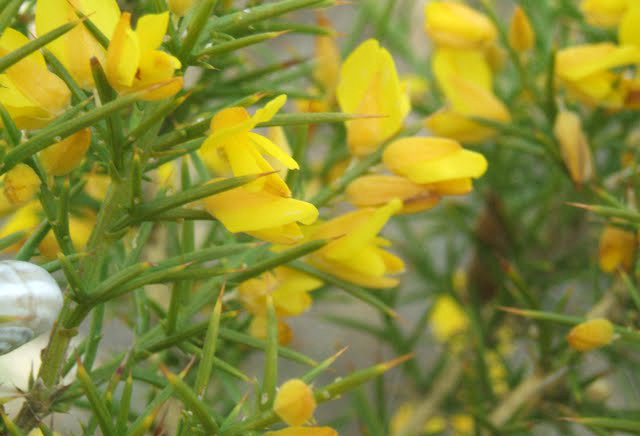